# Чурачики (Комсомольский район)
Чура́чики (чув. Аслă Чурачăк) — село в Комсомольском районе Чувашии, административный центр Чичканского сельского поселения. 

## География
Расположено в 10 км к юго-западу от районного центра села Комсомольское на левом берегу реки Хунду́рла.
На правом берегу Хундурлы напротив Чурачиков расположена татарская деревня Чичканы. Недалеко от села — смешанный лес Заказ. Говорят, что дубовый лес посадили ещё во времена Петра I для строительства кораблей. В лесу растут ели, сосны, клёны, дубы, берёзы, много грибов, ягод, орехов.

## История
Во второй половине XVII века 5 бедных семей, не выдержав власти своих хозяев-богачей, сбежали из села Чурачики Цивильского района и, желая жить самостоятельно, обустроились на берегу реки Хундурла. В том месте, где обосновалась семья Йолом, находится Базарная улица.
Люди жили в землянках, разводили скот. Вскоре к ним присоединились и другие чуваши.
Храм деревянный, построен первоначально в 1762 году, в 1871 г. перестроен прихожанами заново, а в 1896 г. расширен; храм обнесен деревянной оградой. Престолов в нем два: главный (холодный) в честь Преображения Господня и в приделах (теплый) во имя Святителя и Чудотворца Николая.
В 1780 году, при создании Симбирского наместничества, существовало два одноименных селения: деревня Чуратчикова, что под лесом, крещеных чуваш и село Чуратчикова, что на Хондурле, крещеных чуваш, вошли в состав Буинского уезда.
Чурачики считались самым большим селом в Муратской волости. Например, в книге «Списки населённых мест по сведениям 1859 года. Симбирская губерния» было указано, что в селе Чурадчики (Чурачки) было 110 хозяйств. В селе было 318 мужчин и 322 женщины, имелась церковь и училище. Судя по переписи 1911 года, в Чурачиках число хозяйств достигло 217. Число мужчин было 654, а женщин — 608. Из них 227 мужчин и 55 женщин были обучены грамоте.
В 1958 году по просьбам жителей Муратской волости в селе Чурачики образуется базар. Базарным днем считался каждый четверг.

### Развитие колхоза
В 1931 году в Чурачиках основан колхоз «Хундурла» («Хундурлой»). Сначала у колхоза было 9 лошадей, которые жили у сельских жителей. Потом были построены сараи, куплены сеялка, молотилка, плуги, открыта мастерская. В 1932—1933 годах в хозяйстве была овцеферма, где было всего 10-12 овец. В 1935 году название колхоза «Хондурла» изменили на «Заветы Ильича». До начала Великой Отечественной войны в колхоз вошли многие семьи.
В годы войны в колхозе работали лишь старые люди, женщины и дети. Образованный в Чичканах в 1950 году колхоз «Игенче» оставили под тем же названием «Заветы Ильича». В 1958 году в хозяйстве было 5 тракторов, 2 комбайна, 4 грузовые машины и 4 сеялки.
В 1970-80-х годах в машинно-тракторном парке появилась мастерская, построили гаражи для машин, гостиницу и столовую, пожарную станцию, новые здания фермы.
В 1997 году колхоз был переименован в «Труд».

### Великая Отечественная война
Во время Великой Отечественной войны практически все мужчины ушли на фронт. В общей сложности из Чичкан и Чурачик ушли на войну около 400 мужчин.
Чтя память погибших, в селе около школы поставили памятник.

## Население
| 2010 | 2012 |
| ---- | ---- |
| 696  | ↗740 |

В 1780 году в селе Чуратчикова жило 200 ревизских душ. 
В 1859 году в селе Чурадчики (Чурачки) было 110 дворов в котором жило: 318 мужчин и 322 женщины.
В 1900 году в селе Чурадчики (Преображенское) при рч. Большой Хондурле, в 189 дворах жило: 526 м. и 494 ж.;
По переписи 1911 года, в Чурачиках число хозяйств достигло 217. Число мужчин было 654, а женщин — 608. 

## Культура, образование и медицина
В 1817 году в селе была построена Преображенская церковь. В 1817 году её реконструировали. В 1886 году вокруг церкви поставили забор. В 1936 году церковь была снесена. 12 июля 1996 года жители села начали строить новую церковь.
Церковь открылась 1 ноября 2008 года.
Чурачикская школа — одна из старейших школ Комсомольского района. Она была основана в 1840 году. Изначально в ней училось 50 мужчин. В 1871—1872 годах инспектор учебных заведений Симбирской губернии И. Н. Ульянов посетил 52 школы, после чего отметил, что из этих школ в 26 учебный процесс идет в нужном направлении. В этом списке было и земское училище села Чурачики. В это время в школе обучался 61 ученик. В 1904 году была открыта церковно-приходская школа для девочек. Изначально тут могла учиться 21 девочка.
В 1919 году мужскую и женскую школы объединили в трудовую школу первой ступени. А в 1932 году была образована школа крестьянской молодежи, через год ставшая семилетней. В 1940 году было построено новое учебное здание. Школа получила название Чурачикская средняя вторая школа (первой школой считалась Комсомольская). В ней учились дети не только из Чурачиков, но и из окрестных деревень: Чичканы и Тимерчеево. В июле 2006 года в селе Чурачики начали строить новое здание школы.
В 1920-х годах в селе открылась библиотека. В 1957 году построили новое здание клуба, и библиотеку перевели в новое здание. Клуб и библиотека стали культурными очагами села.
В 1988 году в селе построили новое кирпичное здание, в котором разместились сельсовет, клуб, библиотека, пункт фельдшера, почта, стоматологический и физиотерапический кабинеты. В клубе находится филиал школы искусств.
В 2002 году в селе открылся офис врача семейной практики.
В 2007 году открылась новая школа.

## Экономика
На территории села находятся три магазина. В 1998 году в Чурачиках впервые в Комсомольском районе провели природный газ. Также есть водопровод.
В 1989 году в селе Чурачики прорыли артезианскую скважину. С 1996 года минеральная вода из этой скважины бутилируется под названием «Преображенская» (название связано с церковью в Чурачиках) ООО ПК «Кооператор».
В 2000 году при преобразования телефонной станции более 100 семей смогли подключить телефон.

## Известные люди
- Николай Кириллович Кириллов-Патман (род. 20 июня 1885) — чувашский писатель, автор рассказов и повестей «Почему», «Шеф Эля», «Масштаб», «О вобле».
- Чернова Вера Иосифовна (род. 1 января 1941) — лыжница, чемпионка СССР[7].